# Lê Thần Tông
Lê Thần Tông (chữ Hán: 黎神宗) (1607 – 2 tháng 11 năm 1662) tên húy là Lê Duy Kỳ (黎維祺), là vị hoàng đế thứ sáu của nhà Lê Trung hưng và thứ 17 của nhà Hậu Lê trong lịch sử Việt Nam. Ông cũng là vị Vua Việt Nam duy nhất hai lần lên ngôi, có đến 4 người con đều làm vua và là vị vua Việt Nam đầu tiên lấy vợ phương Tây cũng như là vua có nhiều vợ là người các dân tộc khác.

## Thân thế
Lê Duy Kỳ sinh vào ngày 19 tháng 11 âm lịch năm Đinh Mùi (1607), là đích trưởng tử của vua Lê Kính Tông và hoàng hậu Trịnh Thị Ngọc Trinh, con gái thứ của chúa Trịnh Tùng. Như vậy ông là cháu nội của Lê Thế Tông và cháu ngoại của Trịnh Tùng.
Ông được sử sách mô tả là người có mũi cao, mặt rồng.

## Lên ngôi
Lê Duy Kỳ sinh ra và lớn lên khi cuộc chiến tranh với nhà Mạc cơ bản chấm dứt, nhưng đồng thời nhà Lê đã mất thực quyền về tay quyền thần họ Trịnh. Điều đó khiến vua cha Kính Tông bất bình, liên kết với người con thứ của Trịnh Tùng là Trịnh Xuân (cậu của Duy Kỳ, muốn tranh ngôi con trưởng của Trịnh Tráng) định lật đổ Trịnh Tùng. Việc không thành, tháng 5 năm 1619, ông ngoại Trịnh Tùng buộc vua cha Kính Tông thắt cổ chết, rồi lập Lê Duy Kỳ, khi mới 12 tuổi, lên làm vua mới, tức là Lê Thần Tông.

## Làm vua

### Lần thứ nhất
Tháng 7 năm Quý Hợi (1623), nhân dịp Bình An vương Trịnh Tùng qua đời, Trịnh Xuân một lần nữa đem quân nổi lên để tranh ngôi chúa, Thế tử Trịnh Tráng cùng vua Lê Thần Tông kéo quân ra Thanh Hóa để dẹp loạn.
Thời gian ở ngôi Lê Thần Tông làm vua chính là lúc cuộc chiến giữa họ Trịnh và họ Nguyễn ở phía nam bùng nổ dữ dội. Cả hai họ đều nhân danh "phù Lê" để chống lại nhau. Sau khi Nguyễn Phúc Nguyên chính thức ly khai không thần phục họ Trịnh, cát cứ vùng Thuận Hóa và Quảng Nam, tháng 2 năm 1627, cậu Trịnh Tráng (thay Trịnh Tùng năm 1623) rước ông thân chinh vào nam đánh họ Nguyễn. Tuy nhiên quân Lê-Trịnh không thắng được quân Nguyễn phải rút về.
Năm Canh Ngọ (1630), tháng 5, vua lấy con gái của Trịnh Tráng là Trịnh Thị Ngọc Trúc làm hoàng hậu. Ngọc Trúc vốn là vợ của người bác họ vua là Lê Trụ sinh được bốn con. Lúc đó, Lê Trụ bị giam trong ngục. Trịnh Tráng đem Ngọc Trúc gả cho Thần Tông. Triều thần là Nguyễn Thục, Nguyễn Danh Thế nhiều lần dâng sớ can, nhưng lúc đó Thần Tông không có thực quyền, biết mình không thể chống lại chúa Trịnh nên không nghe và nói rằng:
"Xong việc thì thôi, lấy gượng vậy".
Khi nhập cung, Hoàng hậu Trịnh Thị Ngọc Trúc không chỉ có vai vế là trưởng bối, mà còn hơn vua Thần Tông đến mười hai tuổi..
Sau lần Trịnh Tráng đánh Nguyễn lần thứ 2 (1633) không thành công, đầu năm 1643, chúa Trịnh lại rước Lê Thần Tông đi thân chinh đánh họ Nguyễn lần thứ 3. Xa giá của Thần Tông tiến vào châu Bố Chính, đóng tại xã An Bài, còn các tướng tiến quân đến cửa Nhật Lệ. Quân Nguyễn Phúc Lan dựa vào Lũy Thầy chống cự. Do lúc đó mùa hè, khí hậu oi bức, quân Lê - Trịnh bị bệnh nhiều nên Trịnh Tráng đành lui quân.

### Lần thứ hai
Tháng 10 năm Quý Mùi (1643), vua nhường ngôi cho con là Lê Duy Hựu (tức là Lê Chân Tông) sau khi ở ngôi được 25 năm. Ông lên làm Thái thượng hoàng còn Hoàng hậu Trịnh Thị Ngọc Trúc làm Hoàng thái hậu.
Tháng 8 năm 1649, Lê Chân Tông mất sớm, Thần Tông được Trịnh Tráng đưa trở lại ngôi vua.
Tháng 4 năm 1652, tại kỳ thi Điện, Lê Thần Tông đích thân ra đầu đề văn sách, hỏi về chính sự hay dở cho những người dự thi. Hồ Sĩ Dương cùng 6 người đỗ đồng tiến sĩ xuất thân trong dịp này.
Cuộc chiến tranh với họ Nguyễn ở phía nam vẫn tiếp diễn. Sau khi đẩy lùi được quân Nguyễn khỏi Nghệ An năm 1660, năm 1661, Trịnh Tạc (thay Trịnh Tráng năm 1657) lại đưa Lê Thần Tông đi Nam tiến. Nhưng Nguyễn Hữu Dật trấn thủ Nam Bố Chính chia quân đắp lũy thế thủ, quân Trịnh đánh mấy tháng không hạ được, đến tháng 3 năm 1662, quân viễn chinh mệt mỏi, lương hết, chúa Trịnh bèn rút quân về bắc.
Tháng 9 năm 1662, Lê Thần Tông nhiễm bệnh ung thư và đến ngày 22 thì ông qua đời, hưởng thọ 56 tuổi, làm vua hai lần tổng cộng 37 năm.
Trong cả hai lần làm vua, ông 3 lần đi Nam tiến đánh họ Nguyễn với các chúa Trịnh. Việc triều chính của Lê Thần Tông đều do họ Trịnh quyết định. Có ý kiến cho rằng ông cũng từng có ý định đoạt lại quyền hành cho họ Lê nhưng Trịnh Tùng là ông ngoại của ông, Trịnh Tráng vừa là cậu vừa là cha vợ ông, bởi mối quan hệ đặc biệt đó mà ông không muốn đoạt lại quyền bính nữa.

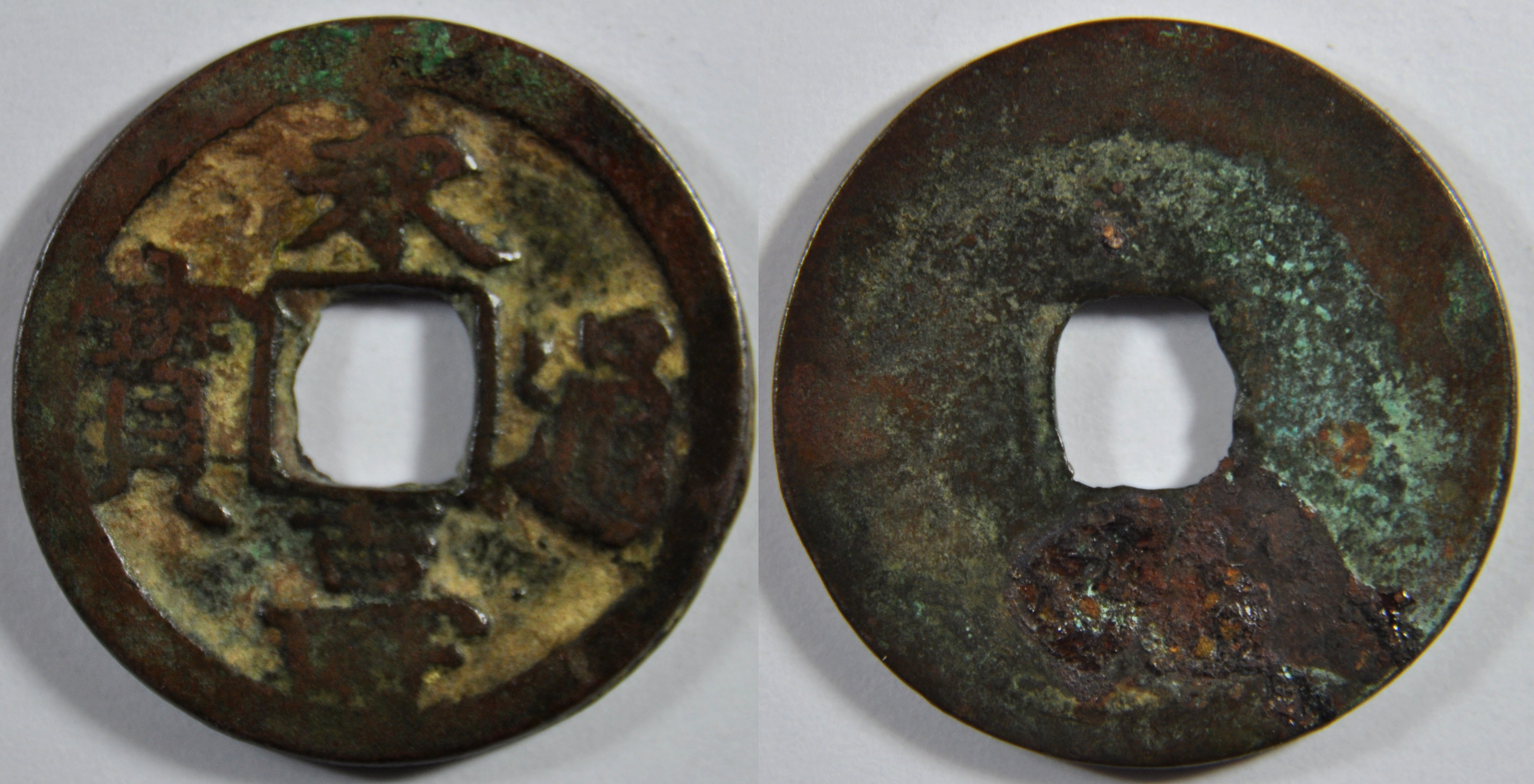
Tiền Vĩnh Thọ đời Lê Thần Tông.

Vua Lê Thần Tông được táng tại Ngọc Long, xã Quần Lai, huyện Lôi Dương (nay là xã Thọ Diên huyện Thọ Xuân, Thanh Hóa) nay là thôn Xuân Tân xã Xuân Hưng huyện Thọ Xuân tỉnh Thanh Hóa.

## Gia quyến
- Thân phụ: Lê Kính Tông
- Thân mẫu: Trịnh Thị Ngọc Trinh, con gái thứ của chúa Bình An vương Trịnh Tùng.

### Cung phi, hôn phối
Ngoài bà vợ đầu tiên là Trịnh Thị Ngọc Trúc, vua Lê Thần Tông có 5 phi tần nữa và điều kỳ lạ là mỗi bà thuộc một dân tộc: vợ thứ hai là người Thái, vợ thứ ba là người Mường, vợ thứ tư là người Hán, vợ thứ năm người Lào và vợ thứ sáu là người Hà Lan.

#### Hoàng hậu
Tháng 5 năm Canh Ngọ (1630), chúa Trịnh Tráng ép vua Lê Thần Tông phải lấy con gái của mình là Trịnh Thị Ngọc Trúc để tấn phong làm hoàng hậu. Năm ấy vua Lê Thần Tông mới 23 tuổi còn bà Ngọc Trúc đã ở tuổi 36.
Hoàng hậu Trịnh Thị Ngọc Trúc ở ngôi vị quốc mẫu không được bao lâu, bà đã mang theo con gái Ngọc Duyên (con của bà và Lê Trụ) rời cung, tu hành tại chùa Bút Tháp ở phía tây thôn Bút Tháp, xã Đình Tổ, huyện Thuận Thành, tỉnh Bắc Ninh ngày nay. (Linh mục Alexandre de Rhodes từng viết về bà Ngọc Trúc với rất nhiều lời ngợi khen: "Bà rất thông chữ Hán, giỏi về thơ, chúng tôi gọi bà là Ca-tê-ri-na vì bà giống Thánh nữ về nhiệt tâm cũng như đạo hạnh, về những đức tính tinh thần cũng như sang trọng về dòng họ".)

#### Hậu phi
- Phạm Thị Ngọc Hậu, sau được phong làm Đoan Thuần Hoàng thái hậu và là mẹ vua Lê Huyền Tông.

Bà quê ở làng Quả Nhuệ, huyện Lôi Dương (nay là huyện Thọ Xuân, Thanh Hóa), nhưng cũng có sách chép bà là người làng Kim Bảng, xã Nam Giang (nay là thôn Kim Bảng, xã Nam Giang, huyện Thọ Xuân, Thanh Hóa). Ông Phạm Đình Kiên ở phủ Thiệu Thiên lên sống ở làng Quả Nhuệ huyện Lôi Dương, tức là làng Kim Bảng (bản đồ Thanh Hóa chỉ viết là làng "Kim" xã Nam Giang, huyện Thọ Xuân ngày nay). Ông Kiên lấy bà Chu Thị Loan người xã Thanh Nga, huyện Yên Mỹ, tỉnh Hưng Yên sinh ra hai con gái là Ngọc Hiền, Ngọc Hậu. Khi chị em Phạm Thị Ngọc Hậu, Phạm Thị Ngọc Hiền mới hơn 10 tuổi thì cha lâm bệnh qua đời, có một thầy địa lý từng chịu ơn giúp đỡ của gia đình họ Phạm nghe tin tìm đến viếng và xin tìm một nơi đất tốt để táng ân nhân, coi đó như sự trả ơn đền nghĩa. Ngôi đất đó được coi là phúc địa, thầy địa lý tiên đoán đó là thế đất nhất giá công hầu, nhất giá vương (nghĩa là: Một người lấy công hầu, một người lấy vua). Nhiều người không hiểu cho đó là chuyện tầm phào, ông thầy địa lý không tranh luận mà chỉ cười rồi ra đi.
Năm 18 tuổi, bà là một thiếu nữ xinh đẹp, đức hạnh đủ đầy. Năm 19 tuổi, bà theo người thân ra kinh đô Thăng Long chơi, đó cũng là lúc Lê Thần Tông đang ở ngôi lần thứ nhất (1619-1643), ông nằm mộng thấy một người con gái xinh đẹp từ phía nam đi đến, tự xưng là có duyên phận từ tiền kiếp. Giấc mộng đó lặp lại nhiều lần khiến Thần Tông lấy kinh ngạc. Ông mô tả lại dung nhan người trong mộng, sai họa quan trong triều vẽ thành tranh rồi cho người đi tìm kiếm. Đúng lúc các đại thần đang tìm thì họ bất ngờ gặp một cô gái giống hệt trong tranh đang đi dạo ở kinh đô. Vua liền cho người đưa cô gái vào cung hỏi chuyện thì được biết cô tên là Phạm Thị Ngọc Hậu, người xứ Thanh. Tin là ứng vào giấc mộng, Lê Thần Tông liền tuyển cô gái làm cung phi và rất sủng ái. Bà chị là Ngọc Hiền lấy được công hầu là ông Tiến sĩ họ Lê người thôn Trường Sơn, xã Quan Trung, huyện Đông Thành, phủ Diễn Châu, tỉnh Nghệ An; làm quan tới chức Đặc tiến kim tử Vinh lộc Đại phu Tá lý công thần Hình bộ Thượng thư, tước Phương Quế hầu.
Năm Giáp Ngọ (1654), cung phi Phạm Thị Ngọc Hậu hạ sinh một hoàng tử, được đặt tên là Lê Duy Vũ, đây là người con trai thứ hai của vua Lê Thần Tông.
Tháng 9 năm Nhâm Dần (1662), Lê Duy Vũ được lập làm Thái tử và đến tháng 11 cùng năm sau khi Lê Thần Tông qua đời, Thái tử khi đó mới lên 9 tuổi được lập làm vua, sử gọi là Lê Huyền Tông.
Con được kế vị ngai vàng, bà Phạm Thị Ngọc Hậu được tôn là Hoàng thái hậu, thế nhưng Lê Huyền Tông làm vua cũng chỉ được 8 năm (1662-1670) thì mất, thọ 17 tuổi. Thái hậu rất đau buồn, từ đó bà chuyên tâm tìm hiểu Phật giáo và lo làm từ thiện, giúp đỡ dân chúng cho đến khi mất.
- Nguyễn Thị Ngọc Bạch (1604 - ?), Minh Thục Hoàng thái hậu và là mẹ vua Lê Chân Tông.

Bà quê ở xã Hoàng Đan, Sơn Nam Hạ (nay là xã Yên Hưng, huyện Ý Yên, tỉnh Nam Định). Một lần, vua ngự thuyền rồng xuôi dòng sông Đáy, khi qua một dải đất có hình dáng lạ kỳ ở xã Hoàng Đan, xứ Sơn Nam Hạ (nay là xã Yên Hưng, huyện Ý Yên, tỉnh Nam Định), vua truyền cho dừng thuyền lại để hỏi thăm và người dân ở đây cho biết, nơi họ sinh sống có tên gọi là xóm Thoi. Bởi vì dải đất ấy có hình như một cái thoi dệt vải. Khi ấy, nhà vua bỗng nghe thấy tiếng hát trong trẻo, thánh thót từ xa vang đến, đưa tầm mắt tìm kiếm, Lê Thần Tông rất ngạc nhiên thấy một cô gái không giống như mọi người đến lạy phục ra mắt hoàng đế mà lại điềm nhiên như không, bàn tay thoăn thoắt dùng liềm cắt cỏ bên bờ sông, vừa làm vừa hát. Điều đặc biệt là trên đầu cô gái lơ lửng một đám mây xanh có hình như chiếc lọng. Cho đó là chuyện khác thường, nên vua Lê Thần Tông truyền gọi cô gái cắt cỏ đến, tuy là con gái thôn quê nhưng cô gái dung nhan diễm lệ, cử chỉ nhẹ nhàng, tự tin không hề e ngại, ứng đáp lại thông minh, trôi chảy khiến vua rất mến bèn cho rước lên thuyền rồng, đưa về cung làm phi.
Sau dịp quen tình cờ với bà, Lê Thần Tông lập bà làm Quý phi, truyền chỉ đổi tên quê bà từ tên xóm Thoi thành thôn Thanh Vân (Mây Xanh) để kỷ niệm mối duyên tình cờ của mình. Mùa hạ tháng 5 năm Nhâm Tuất (1682), triều đình truy tôn Quý phi Nguyễn Thị Ngọc Bạch làm Minh Thục Hoàng thái hậu. Năm Giáp Tý (1684), vua Lê Hy Tông dâng thêm tôn hiệu cho bà là Minh Thục, Trinh Tĩnh, Thuần Hòa Hoàng thái hậu, sau đó sai người xây dựng điện Hoàng Long ở thôn Thanh Vân để thờ phụng, người dân đến nay vẫn quen gọi là đền bà Hoàng Thái hậu.
- Chiêu nghi Lê Thị Ngọc Hoàn, mẹ vua Lê Gia Tông. Bà vốn là người Thanh Hóa lại có tư dung xinh đẹp nên sớm được vào hầu vua. Sau khi hạ sinh Hoàng tử Lê Duy Cối không lâu, bà qua đời. Tây Vương Trịnh Tạc và Quốc Thái mẫu Trịnh Thị Ngọc Lung đưa vua về vương phủ chăm lo, dạy bảo cho nên đức tính. Sau này được lập làm vua, Lê Gia Tông tôn bà làm Chiêu nghi.
- Nguyễn Thị Ngọc Tấn, mẹ vua Lê Hy Tông. Bà là người làng Đông Côi, xã Gia Đông, phủ Thuận Thành, xứ Kinh Bắc (nay là thôn Đông Côi, xã Gia Đông, huyện Thuận Thành, tỉnh Bắc Ninh). Bà tên thật là Nguyễn Thị Ngọc Trúc,[12] tương truyền bà là một cô gái rất xinh đẹp, nên khi Thần Tông vừa tuần du đến đây liền cho vời gọi bà đến gặp mặt. Khi trông thấy bà, nhà vua liền ưng ngay và đón vào cung làm phi.

Năm Nhâm Dần (1662), cung phi Ngọc Tấn mang thai trong niềm vui của nhiều người. Ai cũng hy vọng vua sẽ có thêm một hoàng tử nữa vì khi đó trong cung chỉ có hai hoàng tử, một người lên 9 và một người mới tròn 2 tuổi. Không may, đến tháng 11 năm đó, Lê Thần Tông ốm nặng, biết khó qua khỏi ông mới truyền chúa Trịnh Tạc vào nội điện mà dặn rằng: Cung nhân Ngọc Tấn có thai mới được khoảng bốn tháng, chưa rõ là con trai hay con gái, sau này nó ra đời, nhờ vương trông nom giúp cho!
Sau khi Lê Thần Tông mất, dù đang mang thai nhưng bà vẫn xin được trở về quê để chịu tang vua. Bà quay lại nếp sống nghèo xưa. Ngày 15 tháng 3 năm Quý Mão (1663), bà sinh một người con trai, đặt tên là Cáp. Năm Cáp 13 tuổi, Lê Duy Khoái lên ngôi vua (tức vua Lê Gia Tông) nhưng chỉ ở ngai vàng được 4 năm thì mất. Bà Ngọc Tấn theo đề nghị của triều đình cho con trai về kinh làm vua còn mình ở lại quê hương cho đến khi mất vào ngày 17 tháng 4 (không rõ năm).
Lê Hy Tông đã làm lễ tang cho bà trọng thể và lập đền thờ tại Đông Côi. Hàng năm vào ngày 17 tháng 4 tổ chức cúng giỗ.
Tiệp dư Đặng Thị:
- Nguyễn Thị Nhâm
- Nguyễn Thị Sinh
- Nguyễn Thị Vĩ
- Trần Thị Lãng[8]

Điều đặc biệt, ngoài số phi tần người Việt, để phục vụ mục đích chính trị và giao thương quốc tế, vua Lê Thần Tông còn lấy một số phụ nữ nước ngoài làm vợ mà theo dã sử và tài liệu phương Tây thì những người này có vị thế cao hơn các phi tần người Việt, và chỉ xếp sau hoàng hậu.
Trong số 6 người vợ có thứ bậc cao trong cung, ngoài Hoàng hậu Ngọc Trúc và bà phi người Mường thì những người còn lại là các phi tần người Xiêm (Thái Lan ngày nay), Hán (Trung Quốc), Ai Lao (Lào ngày nay) và Hòa Lan (tức Hà Lan).
Người vợ Hà Lan của vua là con gái của Phó Toàn quyền Hà Lan tại Đài Loan. Năm 1630, trong chuyến thương đoàn Hà Lan sang Việt Nam vào, bà Orona được gặp vua Lê Thần Tông ở Thăng Long. Nghe theo lời của bố, bà ở lại Việt Nam làm vương phi của vua Thần Tông.
| STT | Danh hiệu                 | Tên                  | Sinh mất | Cha                                                      |
| --- | ------------------------- | -------------------- | -------- | -------------------------------------------------------- |
| 1   | Hoàng Hậu                 | Trịnh Thị Ngọc Trúc  |          | Thanh Đô Vương Trịnh Tráng                               |
| 2   | Đoan Thuần Hoàng thái hậu | Phạm Thị Ngọc Hậu    |          |                                                          |
| 3   | Minh Thục Hoàng thái hậu  | Nguyễn Thị Ngọc Bạch | 1604 - ? |                                                          |
| 4   | Chiêu Nghi                | Lê Thị Ngọc Hoàn     |          |                                                          |
| 5   | Cung nhân                 | Nguyễn Thị Ngọc Tấn  |          |                                                          |
| 6   | Tiệp dư                   | Đặng Thị             |          |                                                          |
| 7   | Tiệp dư                   | Nguyễn Thị Nhân      |          |                                                          |
| 8   | Tiệp dư                   | Nguyễn Thị Sinh      |          |                                                          |
| 9   | Tiệp dư                   | Nguyễn Thị Vĩ        |          |                                                          |
| 10  | Tiệp dư                   | Trần Thị Lãng        |          |                                                          |
| 11  | Tiệp dư                   | Phi tần người Mường  |          |                                                          |
| 12  | Tiệp dư                   | Phi tần người Xiêm   |          |                                                          |
| 13  | Tiệp dư                   | Phi tần người Ai Lao |          |                                                          |
| 14  | Tiệp dư                   | Phi tần người Hán    |          |                                                          |
| 15  | Tiệp dư                   | Phi tần người Hà Lan |          |                                                          |
| 16  | Tiệp dư                   | Nguyễn Thị Ngọc Thơm |          | Thắng quận công Nguyễn Cảnh Hà được ban họ là Trịnh Tông |

### Hậu Duệ
- Với 4 người con thay nhau làm vua, Lê Thần Tông cùng với Trần Minh Tông là 2 vị vua có nhiều con làm vua nhất trong lịch sử Việt Nam. Trừ người con út Lê Hy Tông, 3 người con trước đều yểu mệnh.

| STT | Danh hiệu              | Tên                 | Sinh mất  | Mẹ                                            | Ghi chú                                             |
| --- | ---------------------- | ------------------- | --------- | --------------------------------------------- | --------------------------------------------------- |
| 1   | Hoàng trưởng tử        |                     | ? - ?     | Nguyễn Thị Ngọc Thơm                          | Chết yểu                                            |
| 2   | Lê Chân Tông (黎真宗)  | Lê Duy Hựu (黎維祐) | 1630-1649 | Minh Thục Hoàng thái hậu Nguyễn Thị Ngọc Bạch | Ông chỉ có một người con gái là Tinh Thụy Công Chúa |
| 3   | Lê Huyền Tông (黎玄宗) | Lê Duy Vũ (黎維禑)  | 1654-1671 | Đoan Thuần Hoàng thái hậu Phạm Thị Ngọc Hậu   |                                                     |
| 4   | Lê Gia Tông (黎嘉宗)   | Lê Duy Cối (黎維禬) | 1661-1675 | Chiêu Nghi Lê Thị Ngọc Hoàn                   |                                                     |
| 5   | Lê Hy Tông (黎熙宗)    | Lê Duy Cáp (黎維祫) | 1663-1716 | Cung nhân Trịnh Thị Ngọc Tấn                  |                                                     |

- Ngoài ra ông còn có 6 vị công chúa[18]

| STT | Danh hiệu       | Tên               | Sinh mất | Mẹ                            | Ghi chú                                  |
| --- | --------------- | ----------------- | -------- | ----------------------------- | ---------------------------------------- |
| 1   | Hoàng trưởng nữ | Lê Thị Ngọc Duyên |          | Hoàng Hậu Trịnh Thị Ngọc Trúc | Con riêng của Trịnh hoàng hậu với Lê Trụ |
| 2   | Hoàng nhị nữ    | Lê Thị Ngọc Thỉnh |          | Nguyễn Thị Nhân               |                                          |
| 3   | Hoàng tam nữ    | Lê Thị Ngọc Hài   |          | Nguyễn Thị Sinh               |                                          |
| 4   | Hoàng tứ nữ     | Lê Thị Ngọc Điều  |          | Nguyễn Thị Vĩ                 |                                          |
| 5   | Hoàng ngũ nữ    | Lê Thị Ngọc Triện |          | Trịnh thị                     |                                          |
| 6   | Hoàng lục nữ    | Lê Thị Ngọc An    |          | Trần Thị Lãng                 |                                          |
| 7   | Hoàng thất nữ   | Lê Thị Ngọc Ngọc  |          | Không rõ mẹ                   |                                          |

- 3 con nuôi (trong đó có một người Hà Lan tên là Charles Hartsink).[8][19]

| STT | Danh hiệu | Tên              | Sinh mất | Mẹ | Ghi chú |
| --- | --------- | ---------------- | -------- | -- | ------- |
| 1   |           | Charles Hartsink |          |    |         |
| 2   |           | Lê Duy Tào       |          |    |         |
| 3   |           | Lê Duy Lương     |          |    |         |

## Niên hiệu
| Niên hiệu | Chữ Hán                                               | Dương lịch                                                                                                 |
| --- | ----------------------------------------------------- | --- |
| Lần 1: - 1. Vĩnh Tộ (năm thứ nhất - năm thứ 10) - 2. Đức Long (năm thứ nhất - năm thứ 6) - 3. Dương Hòa (năm thứ nhất - năm thứ 9) Lần 2: - 4. Khánh Đức (năm thứ nhất - năm thứ 5) - 5. Thịnh Đức (năm thứ nhất - năm thứ 6) - 6. Vĩnh Thọ (năm thứ nhất - năm thứ 5) - 7. Vạn Khánh (năm thứ nhất) | I - 永祚 - 德龍 - 陽和 II - 慶德 - 盛德 - 永壽 - 萬慶 | I - (6/1619-1628) - (1629-1635) - (1635-1643) II - (10/1649-1653) - (1653-1658) - (1658-8/1662) - (9/1662) |

## Đánh giá
| “                         | Vua sống mũi cao, mặt rồng, thông minh học rộng, mưu lược sâu, văn chương giỏi, xứng đáng là bậc vua giỏi. Song chốn cung vì không có chế độ, đó là chỗ kém. | ” |

Tượng Lê Thần Tông

| — Đại Việt Sử ký Toàn thư | |   |

| “                         | Vua sống mũi cao, mặt rồng, vẻ người thanh tú, thông minh học rộng, rất chuộng văn thơ. Vua với nhà chúa vui vẻ hoà hợp một nhà, dồi dào phong thái thuần hậu hòa mục; ung dung rủ áo chắp tay mà hưởng lộc trời. Thế chẳng tốt đẹp sao! Bốn lần xa giá xuất chinh, hai lần bước lên ngôi báu, đó cũng là điều xưa nay hiếm có. | ” |
| — Đại Việt Sử ký Toàn thư | |   |

## Thông tin thêm
Những người vợ của vua Lê Thần Tông đều sống rất hòa thuận với nhau. Ngay cả khi chết, cả sáu người vợ này cũng bày tỏ ý nguyện có thể ở bên nhau mãi mãi. Tương truyền rằng 6 pho tượng nhập thần của 6 người vợ vua Lê Thần Tông ở chùa Mật Sơn, tỉnh Thanh Hóa là do sáu bà cùng lòng cùng sức bỏ tiền công đức ra làm, với nguyện ước mãi mãi bên nhau. Trong đó, tượng bà Hoàng hậu Trịnh Thị Ngọc Trúc ngự trên tòa sen còn các bà khác đội vương miện trong tư thế tọa thiền. Mỗi pho tượng thể hiện một nét dung nhan khác nhau và thấy rõ trang phục của mỗi bà đúng theo y phục dân tộc của từng người. Đặc biệt, y phục, váy áo của pho tượng tạc bà Orona, dù là tượng thờ, cổ áo trong vẫn trễ xuống để lộ một mảng ngực và những nét đặc trưng phương Tây như sống mũi thẳng và gồ cao, mặt phương phi.
Năm 1959, 5 pho tượng vợ vua Lê Thần Tông đã được rước về đền Nhà Lê – di tích được xếp hạng Di tích lịch sử cấp Nhà nước, cách chùa Mật Sơn hơn 1 cây số, thuộc địa phận phường Đông Vệ. Riêng tượng bà Trịnh Thị Ngọc Trúc được đưa về Bảo tàng Mỹ thuật Việt Nam.